# Pachira minor
Pachira minor là một loài thực vật có hoa trong họ Cẩm quỳ. Loài này được (Sims) Hemsl. mô tả khoa học đầu tiên năm 1879.